# Сеад Сушић
Сеад Сушић (Завидовићи, 3. јануар 1953) бивши је југословенски фудбалер, који је већи део каријере провео у Црвеној звезди. За репрезентацију Југославије одиграо је један меч. Тренутно ради као фудбалски тренер.

## Биографија
Сушић је рођен 1951. године у Завидовићима. Његов син Тино Свен Сушић такође је фудбалер, а његов млађи брат Сафет Сушић  је бивши фудбалер. Сеад је почетком осамдесетих година држао ресторан у Сарајеву. Тренутно живи у Лијежу, где ради као фудбалски тренер.

## Каријера
Каријеру је започео у Криваји у родном граду, наставио у Сарајеву, а од 1970. до 1978. године наступао је за Црвену звезду, где је провео већи део каријере и на 80 лигашких утакмица постигао 25 голова. Након Црвене звезде, Сушић је играо за белгијски Лијеж. Након тога, Сушић каријеру наставља у Сједињеним Америчким Државама и Канади, где је играо за Колорадо Карибус и Торонто Близард. У периоду од 1978. до 1980. године играо је поново за Лијеж, а каријеру завршио у белгијском Молебнику.
За фудбалску репрезентацију Југославије наступао је 30. новембра 1977. године против селекције Шпаније у Београду.